# Bulwar odkupienia
Bulwar Odkupienia (ang. Salvation Boulevard) – amerykańska komedia sensacyjna z 2011 roku w reżyserii George'a Ratliffa.
Film miał premierę 24 stycznia 2011 roku podczas Festiwalu Filmowego w Sundance.

## Opis fabuły
Carl (Greg Kinnear) należy do chrześcijańskiej wspólnoty, której przewodzi Dan Day (Pierce Brosnan). Jego antagonistą jest ateista, doktor Paul Blaylock (Ed Harris). Pewnego dnia trzej mężczyźni spotykają się na drinku. Dan przypadkowo strzela do Paula i go zabija. Duchowny chce zrzucić winę na Carla.

## Obsada
- Pierce Brosnan jako Dan Day
- Greg Kinnear jako Carl Vanderveer
- Jennifer Connelly jako Gwen Vanderveer
- Marisa Tomei jako Honey Foster
- Ed Harris jako doktor Paul Blaylock
- Isabelle Fuhrman jako Angie Vanderveer
- Jim Gaffigan jako Jerry Hobson
- Ciarán Hinds jako Jim Hunt
- Yul Vazquez jako Jorge Guzman De Vaca